# Manuel Becerra (metrostation)
Manuel Becerra is een metrostation in het stadsdeel Salamanca van de Spaanse hoofdstad Madrid. Het station werd geopend op 11 juni 1924 en wordt bediend door de lijnen 2 en 6 van de metro van Madrid.